# Nguyễn Thị Thanh Phúc
Nguyễn Thị Thanh Phúc (ur. 12 sierpnia 1990 w Đà Nẵng) – wietnamska lekkoatletka specjalizująca się w chodzie sportowym, olimpijka. 
Złota medalistka igrzysk Azji Południowo-Wschodniej z 2011. W 2012 zdobyła brąz mistrzostw Azji w chodzie oraz zajęła 36. miejsce na igrzyskach olimpijskich w Londynie. Srebrna medalistka mistrzostw Azji w chodzie z 2013. Wielokrotna medalistka mistrzostw kraju.

## Osiągnięcia
| Rok  | Impreza                             | Miejsce   | Konkurencja   | Lokata      | Wynik   |
| ---- | ----------------------------------- | --------- | ------------- | ----------- | ------- |
| 2011 | Igrzyska Azji Południowo-Wschodniej | Palembang | chód na 20 km | 1. miejsce  | 1:43:22 |
| 2012 | Mistrzostwa Azji w chodzie          | Nomi      | chód na 20 km | 3. miejsce  | 1:35:13 |
| 2012 | Igrzyska olimpijskie                | Londyn    | chód na 20 km | 36. miejsce | 1:33:36 |
| 2013 | Mistrzostwa Azji w chodzie          | Nomi      | chód na 20 km | 2. miejsce  | 1:35:26 |
| 2013 | Mistrzostwa świata                  | Moskwa    | chód na 20 km | 47. miejsce | 1:36:27 |
| 2013 | Igrzyska Azji Południowo-Wschodniej | Naypyidaw | chód na 20 km | 2. miejsce  | 1:37:08 |

## Rekordy życiowe
- chód na 5000 metrów – 22:35,76 (2013) rekord Wietnamu.
- chód na 10 000 metrów – 52:07,93 (2008) rekord Wietnamu seniorów i juniorów.
- chód na 20 kilometrów – 1:33:36 (2012) rekord Wietnamu.